# 道銀カード
道銀カード株式会社（どうぎんカード、DoginCard CORPORATION）は、北海道銀行（以下、道銀）の系列会社であり、VJAのブラザーズカンパニーである同時に、UCカードのブラザーズカンパニーである。
道銀と提携し、道銀の個人口座のキャッシュカード一体型クレジットカード「道銀キャッシュ・クレジットカード」を発行する。

## 沿革
- 1977年（昭和52年）6月13日 - 北海道ローン保証株式会社（ほっかいどうローンほしょう）として設立。
- 1983年（昭和58年）2月 - UCカードグループの北海道クレジット株式会社（ほっかいどうクレジット）設立。
- 1988年（昭和63年）1月 - VISAジャパングループの北海道カードサービス株式会社（ほっかいどうカードサービス）設立。
- 1998年（平成10年）10月 - 北海道ローン保証株式会社が、北海道クレジット・北海道カードサービスを吸収合併し、道銀カード株式会社に社名変更。
- 2002年（平成14年）3月 - 北海道銀行との提携による「道銀キャッシュ・クレジットカード」の発行を開始。
- 2006年（平成18年）3月 - 北海道銀行の完全子会社となる。
- 2009年（平成21年）
  - 1月30日 - 札幌市交通局のIC乗車カード「SAPICA」オートチャージ対応開始。
  - 3月27日 - 道銀キャッシュ・クレジットカードにICキャッシュカード機能を搭載。
- 2010年（平成22年）1月27日 - 「台湾SmartPay デビットサービス」開始。
- 2012年（平成24年）3月12日 - 「道銀キャッシュ・クレジットカードKitaca」「道銀VISAカードKitaca」発行を開始。
- 2017年（平成29年）10月30日 - 「道銀Visaデビット」の発行を開始。
- 2018年（平成30年）8月31日 - 「道銀VisaカードKitaca」発行終了[2]。
- 2022年（令和4年）3月31日 - 不動産担保貸付の事務代行および不動産の鑑定の業務を終了。

## クレジットカード
- 道銀カード VISA - 国際ブランドはVISA（VJA加盟による）
- 道銀カード UCカード - 国際ブランドはマスターカード
- 道銀キャッシュ・クレジットカード - 国際ブランドはVISAまたは、UC・マスターカードから選べる
- 道銀キャッシュ・クレジットカードKitaca - JR北海道のICカード乗車券Kitaca内蔵のクレジットカード
- 道銀カードiD　-　NTTドコモのクレジット決済システムiD内蔵のクレジットカード
- 道銀カード VISAロードサービス
- アークスRARAカードPLUS+ - アークスグループの「アークスRARAポイント」搭載のクレジットカード
- 道銀Visaデビット - 北海道銀行と共同で発行するVISAブランドのデビットカード

## 加盟する信用情報機関
信用審査を行う為に、次の信用情報機関に加盟している。
- 株式会社シー・アイ・シー
- 株式会社日本信用情報機構